# Крестовый поход на Варну
Кресто́вый похо́д на Ва́рну — один из значительных крестовых походов середины XV века.

## История
Поход на Варну был объявлен 1 января 1443 года. Участвовали в нём преимущественно поляки и венгры (во главе с воеводой Я. Хуньяди), пытавшиеся остановить натиск турок-османов на Центральную Европу. Кульминацией похода стала битва при Варне 10 ноября 1444 года, в которой силы турецкого султана Мурада II наголову разбили крестоносцев. Крестовый поход на Варну в историографии часто называют «последним». Выражаясь точнее, он был скорее последним крупным крестовым походом, так как более мелкие, преимущественно островные, операции назывались крестовыми походами и позже. Более того, все, даже самые незначительные столкновения западных европейцев с мусульманами, стали называться крестовыми походами вплоть до конца XVII века.

## Значение
Крестовый поход был остановлен турками-османами у современного болгарского города Варна. Сокрушительное поражение при Варне заставило западных европейцев на долгие века оставить идею реставрации христианской власти на Балканах, ставших настоящей турецкой вотчиной. Вся территория Болгарии была интегрирована в Османскую империю и подверглась мощной турецкой колонизации, а медленно угасавшая Византийская империя (точнее, оставшиеся от неё обезлюдевший город Константинополь и полуостров Морея), потеряла всякую надежду на спасение, поскольку со всех сторон, кроме моря, столица была теперь окружена прочной полосой османских владений, простирающихся на сотни километров. В 1453 году Константинополь пал. Хотя войскам крестоносцев удавалось временно сдерживать наступление турок вглубь Центральной Европы и они даже смогли одержать победу под Белградом в 1456 году, общую расстановку сил это не изменило. В 1521 году Османская империя заняла земли центральной Венгрии.